# Heinz Spanknöbel
Heinrich „Heinz“ Spanknöbel (* 27. November 1893 in Homberg; † 10. März 1947 im Speziallager Nr. 1 Mühlberg) war ein deutscher Einwanderer in die Vereinigten Staaten, der die nationalsozialistische Organisation „Friends of New Germany“ (Freunde des Neuen Deutschland), eine Vorläuferin des Amerikadeutschen Bundes, gründete und leitete. Im Dezember 1945 wurde Spanknöbel im Speziallager Nr. 1 Mühlberg vom sowjetischen Geheimdienst NKWD inhaftiert und starb 1947 an Hunger.

## Leben

### Aktivitäten als Siebenten-Tags-Adventist
Spanknöbel war der Sohn von Conrad Spanknöbel und Christiane Becker und hatte sieben Geschwister. Sein Vater war aktives Mitglied der Freikirche der Siebenten-Tags-Adventisten. Er verfasste 1914 den Aufsatz: „Das besondere Werk der Jugend des Adventvolkes“. 1918 heiratete Spanknöbel in Würzburg Elsa Fourier (1892–1957) und wurde 1920 zum Pastor der Siebenten-Tags-Adventisten ordiniert. Nachdem die Glaubensorganisation während des Ersten Weltkrieges von der strikten Verweigerung des Wehrdienstes abrückte, entstand eine Reformationsbewegung, die den strengen Pazifismus beibehalten wollte, deren Sprecher Spanknöbel war. Im November 1921 wurde sein Bruder Karl Spanknöbel (der sich später Charles A. Noble nannte) per Los Generalsekretär der Generalkonferenz dieser Reformationsbewegung. 1922 reiste Spanknöbel in die USA nach San Francisco, um dort in der Generalkonferenz die Möglichkeiten einer Wiederannäherung der beiden Richtungen auszuloten, was ihm nicht gelang. Im Juli 1925 nahm Spanknöbel an der Generalkonferenz der Reformbewegung in Gotha teil.

### NS-Aktivitäten in den USA und Kanada
1929 wurde er Mitglied der NSDAP, wanderte im gleichen Jahr in die USA aus, wurde Mitglied der „Free Society of Teutonia“ (Freie Gesellschaft Teutonia) und arbeitete in Detroit für die Ford Motor Company des als antisemitisch bekannten Industriellen Henry Ford, bis er 1930 wieder arbeitslos wurde. Seine Frau ließ er mit den Kindern in Deutschland zurück. Im Mai 1933 erteilte ihm Hitlers Stellvertreter Rudolf Heß die Vollmacht, eine US-amerikanische nationalsozialistische Organisation zu gründen. Im Juli 1933 gründete Spanknöbel mit Hilfe des deutschen Konsuls in New York City die Organisation „Friends of New Germany“ (Freunde des Neuen Deutschland) durch die Fusion zwei älterer Organisationen – der „National Socialist Party “ (hervorgegangen aus der aufgelösten Gauleitung-USA oder Gau-USA) und der „Free Society of Teutonia“; beides Kleingruppen mit jeweils einigen hundert Mitgliedern. Hauptsitz der Organisation war in Yorkville, Manhattan, sie war aber auch in Chicago stark vertreten und Spanknöbel ernannte sich zu deren Bundesleiter. Die Organisation zeichnete sich durch extremen Antisemitismus, Gewalttätigkeit und Erpressung aus und beteiligte sich an der Erstürmung der deutschsprachigen New Yorker Staats-Zeitung, um diese zu zwingen, NS-freundliche Artikel zu veröffentlichen. Spanknöbel versuchte, andere unpolitische deutsch-amerikanische Organisationen wie die United German Societies zu infiltrieren und zu beeinflussen. Auch in Kanada unternahm er den Versuch, die dort lebenden Immigranten unter seiner nationalsozialistischen Organisation zu vereinigen. Der Versuch scheiterte nach sechs Monaten an der Unfähigkeit Spanknöbels.
Nach internen Auseinandersetzungen um die Kontrolle über die Organisation wurde Spanknöbel als Bundesleiter abgesetzt und im Oktober 1933 ausgewiesen, da er es versäumt hatte, sich als ausländischer Agent registrieren zu lassen. Zur gleichen Zeit kam der Kongressabgeordnete Samuel Dickstein in seiner Untersuchung zu dem Schluss, dass die Organisation einen Zweig der NSDAP in den USA darstelle. Vier Tage vor Ausstellung eines Haftbefehls verließ Spanknöbel am 29. Oktober 1933 an Bord des Ozeandampfers S.S. Europa die USA in Richtung Bremen. Im Dezember 1933 wurde sein Leibwächter Walter Kauf in New Jersey wegen des Tragens einer versteckten Waffe zu sechs Monaten Gefängnis verurteilt.

### Rückkehr nach Deutschland und Tod
Nach seiner Rückkehr nach Deutschland wurde Spanknöbel einigen Berichten zufolge Direktor der Propagandaschule für Deutsche im Ausland. Über seine weitere Tätigkeit in Deutschland gibt es nur wenige Informationen. 1942 wird die „Vereinigte Leder- und Lederwarenfabriken Heinz Spanknöbel & Co.“ in Hohenbruck bei Königgrätz in der besetzten Tschechoslowakei mit einer Zweigniederlassung in Brünn erwähnt.
Am 4. Oktober 1945 wurde Spanknöbel in Dresden von der sowjetischen Geheimpolizei NKWD verhaftet und am 1. Dezember 1945 in das Speziallager Nr. 1 Mühlberg gebracht. Am 22. März 1946 überstellte man ihn wieder nach Dresden und inhaftierte ihn am 15. Juni 1946 erneut im Speziallager Mühlberg, wo Spanknöbel am 10. März 1947 den Hungertod starb.